# Станко Стојчевић
Станко Стојчевић (Миљановац, код Дарувара, 24. октобар 1929 — Загреб, 24. јануар 2009) био је друштвено-политички радник СФР Југославије и СР Хрватске. Од маја 1986. до 13. децембра 1989. године обављао је функцију председника Председништва Централног комитета Савеза комуниста Хрватске.

## Биографија
Станко Стојчевић рођен је 27. октобра 1929. године у Миљановцу код Дарувара.
Завршио је Економски факултет у Загребу. Од 1963. године био је помоћник генералног директора предузећа „Раде Кончар“.
Од 1984. до 1986. године био је секретар Председништва ЦК СК Хрватске, а од маја 1986. до 13. децембра 1989. године председник Председништва ЦК СК Хрватске.